# Tranmere Rovers FC
Tranmere Rovers FC is een Engelse voetbalclub uit de stad Prenton, Birkenhead.

## Geschiedenis

### Beginjaren
De club werd in 1884 opgericht door een fusie van twee cricketclubs (Belmonct CC en Lyndhurst Wanderers), de nieuwe club werd Belmont FC. Hun eerste wedstrijd op 15 november 1884 werd gewonnen tegen de Brunswick Rovers. Het volgende seizoen werd de huidige naam aangenomen, Tranmere was het district waar de club speelde. In 1899 kwam er bijna een einde aan de club toen vele spelers overstapten naar Birkhenhead FC.
In 1921/22 was de club medeoprichter van de Third Division North, de eerste wedstrijd werd gespeeld tegen Crewe Alexandra.

### Jong talent
In 1924 debuteerde William Ralph Dean, bij de fans beter bekend als Dixie op 16-jarige leeftijd. Hij speelde dertig wedstrijden voor de Rovers en scoorde daarin 27 keer. Daarna werd zijn kinderdroom gerealiseerd en werd hij verkocht aan Everton voor £3.000. In het seizoen 1927/28 scoorde hij 60 goals voor Everton, een record.
Drie jaar na het vertrek van Dixie vertrok nog meer talent naar eersteklasseclubs, Ellis Rimmer voor £ 3000 naar Sheffield Wednesday en Tom Pongo Waring ging naar Aston Villa voor £ 4700, Pongo is nog steeds de meest scorende spelers uit de geschiedenis van Villa. Ook Tranmere vestigde een record door zes keer te scoren in een wedstrijd tegen Durham City, de uitslag werd 11-1. Begin 1930 werd aankomend talent Bill Nibbler Ridding voor £3,500 verkocht aan Manchester City.
Zonder deze talenten deed de club het ook goed en in 1930/31 was de titel binnen handbereik, maar op vier wedstrijden van het seizoenseinde slabakte de club en de promotiedroom bleef een droom. Dit herhaalde zich in 1935 en 1936 en er werd gezegd dat de club geen ambitie had en niet wilde promoveren.
In 1938 werd Tranmere dan eindelijk kampioen. Het zou meteen ook de laatste titel worden in de geschiedenis van de club. Met zes gewonnen wedstrijden werd de club evenwel meteen terug naar de derde klasse verwezen en meteen het record van minste aantal punten ooit in de tweede klasse.

### 1939-1986
De volgende jaren bleef Tranmere in de derde klasse rondzwerven, nadat eind jaren 50 er een herstructurering kwam in de competitie (twee reeksen derde klasse werd een derde en vierde klasse) kon Tranmere zich plaatsen voor de derde klasse. In 1961 kon een degradatie niet vermeden worden en belandde Tranmere in de kelder van de Football League. In 1965 en 1966 werd promotie net gemist, maar in 1967 was het prijs. In het volgende seizoen speelde de club een bijzonder goede FA Cup. Eersteklasser Huddersfield Town werd uitgeschakeld en ook Coventry City, in de vijfde ronde was Everton FC te sterk. Er kwamen 61982 mensen kijken, het hoogste ooit voor een Rovers-wedstrijd. Tranmere was de laatste derdeklasser in de race voor de overwinning en trok veel media-aandacht omdat een jaar eerder iemand voorspelde dat een derdeklasser de finale op Wembley zou halen. Een jaar later kwamen er 24424 mensen kijken voor de bekerwedstrijd tegen Stoke City, een record voor Prenton Park.
In 1973 won Tranmere met 1-0 van het grote Arsenal FC in de League Cup. Twee jaar later was de glorie echter voorbij en degradeerde de club terug naar de Fourth Division. Het volgende decennium was een van de donkerste in de geschiedenis van de club die onderaan de rangschikking eindigde en met financiële problemen kampte. Het scheelde op sommige momenten niet veel of de club ging failliet. De overname door plaatselijke zakenman Peter Johnson bleek een keerpunt te zijn in de geschiedenis van de club die na de magere jaren voor de vette jaren zorgde. Trainer Johnny King bracht de club van de kelder van de vierde klasse naar de rand van de hoogste klasse.

### Het John King-tijdperk
John King is zonder twijfel de meest succesvolle trainer uit de geschiedenis van Tranmere, het werd al zijn tweede trainerschap bij de club, na een keer in de jaren zeventig en hij nam het roer over aan het einde van seizoen 1986/87 toen Tranmere tegen degradatie vocht. Het behoud werd pas in de laatste wedstrijd verzekerd met een 1-0-overwinning op Exeter City. King leidde eigen talent op en zorgde in de volgende jaren voor een sterke club.
Ter gelegenheid van het 100-jarig bestaan van de Football League werd er een toernooi georganiseerd in Wembley en Tranmere kwalificeerde zich samen met de Wolves als 2 clubs uit de vierde klasse. Tranmere wipte eersteklassers Wimbledon FC en Newcastle United en verloor van de uiteindelijke winnaar Nottingham Forest op penalty's. Het volgende seizoen werd Tranmere vicekampioen achter Rotherham United en kon zo promoveren. In deze tijd werden in de bekers verschillende eersteklassers verslagen in Prenton Park, o.a. Middlesbrough FC, Millwall FC, Chelsea, Coventry City en Aston Villa.
De terugkeer in derde klasse werd gevierd met een 4de plaats en in de eindronde om promotie verloor Tranmere tegen Notts County. Swindon Town werd uit de tweede klasse gezet voor financiële onregelmatigheden zodat Tranmere toch kon promoveren maar uiteindelijk ging het toch niet door en bleef Swindon in de tweede klasse en de Rovers in 3de. In 1991 werd de club 5de maar kon dit keer wel zegevieren in de eindronde en versloeg Bolton Wanderers met 1-0. Voor het eerst sinds de jaren 30 speelde de club weer in de tweede klasse. Na één seizoen middenmoot draaide de club mee aan de top en plaatste zich 3 seizoenen op rij voor de eindronde maar kon net niet promoveren naar de hoogste klasse. Na een 13de plaats in 1996 nam King ontslag.
John Aldridge nam het roer over van King maar de resultaten bleven middelmatig. In 1999/00 gooide de club hoge ogen in de bekercompetities. In de FA Cup werd de kwartfinale gehaald en in de League Cup zelfs de finale, die uiteindelijk verloren werd met 1-2 van Leicester City. Ook het volgende seizoen ging het goed in de FA Cup, Everton werd uitgeschakeld en in de 5de ronde stond Southampton FC 3-0 voor maar verloor uiteindelijk nog met 3-4. In de competitie ging het echter heel wat minder en in maart 2001 gaf Aldridge zijn ontslag, Tranmere kon niet meer gered worden en degradeerde.
Dave Watson werd de volgende trainer maar hij kon de club niet terugbrengen naar de tweede klasse zoals gehoopt werd. Ook onder Ray Matthias bleven de resultaten middelmatig. Met Brian Little ging het dan weer iets beteren in 2005 werd Tranmere 3de maar kon het niet waarmaken in de eindronde. In 2006 werd Ronnie Moore de nieuwe trainer.

## Erelijst
- Football League Third Division North

Winnaar: 1938
- Football League Trophy

Winnaar: 1990
Runner up: 1991
- League Cup

Runner up: 2000
- Welsh Cup

Winnaar: 1935
Runner up: 1934

## Eindklasseringen vanaf 1946/47
- 1947 10e
Third Division North / South
- 1948 18e
Third Division North / South
- 1949 11e
Third Division North / South
- 1950 5e
Third Division North / South
- 1951 4e
Third Division North / South
- 1952 11e
Third Division North / South
- 1953 13e
Third Division North / South
- 1954 14e
Third Division North / South
- 1955 19e
Third Division North / South
- 1956 16e
Third Division North / South
- 1957 23e
Third Division North / South
- 1958 11e
Third Division North / South
- 1959 7e
Third Division
- 1960 20e
Third Division
- 1961 21e
Third Division
- 1962 15e
Fourth Division
- 1963 8e
Fourth Division
- 1964 7e
Fourth Division
- 1965 5e
Fourth Division
- 1966 5e
Fourth Division
- 1967 4e
Fourth Division
- 1968 19e
Third Division
- 1969 7e
Third Division
- 1970 16e
Third Division
- 1971 18e
Third Division
- 1972 20e
Third Division
- 1973 10e
Third Division
- 1974 16e
Third Division
- 1975 22e
Third Division
- 1976 4e
Fourth Division
- 1977 14e
Third Division
- 1978 12e
Third Division
- 1979 23e
Third Division
- 1980 15e
Fourth Division
- 1981 21e
Fourth Division
- 1982 11e
Fourth Division
- 1983 19e
Fourth Division
- 1984 10e
Fourth Division
- 1985 6e
Fourth Division
- 1986 19e
Fourth Division
- 1987 20e
Fourth Division
- 1988 14e
Fourth Division
- 1989 2e
Fourth Division
- 1990 4e
Third Division
- 1991 5e
Third Division
- 1992 14e
Second Division
- 1993 4e
First Division
- 1994 5e
First Division
- 1995 5e
First Division
- 1996 13e
First Division
- 1997 11e
First Division
- 1998 14e
First Division
- 1999 15e
First Division
- 2000 13e
First Division
- 2001 24e
First Division
- 2002 12e
Second Division
- 2003 7e
Second Division
- 2004 8e
Second Division
- 2005 3e
League One
- 2006 18e
League One
- 2007 9e
League One
- 2008 11e
League One
- 2009 7e
League One
- 2010 19e
League One
- 2011 18e
League One
- 2012 12e
League One
- 2013 11e
League One
- 2014 21e
League One
- 2015 24e
League Two
- 2016 6e
National League
- 2017 2e
National League
- 2018 2e
National League
- 2019 6e
League Two
- 2020 21e
League One
- 2021 7e
League Two
- 2022 9e
League Two
- 2023 12e
League Two
- 2024 16e
League Two
- 2025 20e
League Two

- First Division
- Second Division
- Third Division
- Fourth Division
- League One
- League Two
- National League

ⓘ In 1992 invoering van de Premier League en opheffing van de Fourth Division; in 2004 opheffing van de First, Second en Third Division.

## Bekende (oud-)spelers
- John Achterberg
- Tyrone Loran
- Ian Goodison
- Aaron Cresswell